# Chris Johnson (Sabaans politicus)
Christopher (Chris) Johnson (Saba, 8 februari 1978) is een Caribisch Nederlands politicus. Van 2007 tot 2016 was hij eilandgedeputeerde voor de Windward Islands People's Movement (WIPM). Daarna was hij tot 2024 vertegenwoordiger van Nederland op Sint Maarten.

## Biografie
Johnson is een zoon van de politicus Will Johnson. Politiek was een dagelijks terugkerend onderwerp in het gezin. Op zijn vijftiende vertrok hij naar een kostschool in de Amerikaanse staat New England. De verhuizing naar het buitenland betekende voor hem een cultuurschok. Nadat hij hier drie jaar later voor zijn highschool-diploma slaagde, studeerde hij milieuwetenschappen aan de universiteit van Florida. In 2002 keerde hij terug naar Saba. Hier nam hij een restaurant over dat hij Rumors noemde. Twee jaar later zette hij met zijn vrouw het restaurant Saba's Treasure op.
In 2006 werd hij politiek actief en in 2007 deed hij aan de verkiezingen mee voor de WIPM. Hij  behaalde met 120 van de circa 900 stemgerechtigden de meeste stemmen op het eiland; Bruce Zagers behaalde 96 stemmen. Hiermee werden hij (29) en Zagers (26) de jongste eilandgedeputeerden uit de geschiedenis van Saba.
Johnson had onder meer Grondwettelijke Zaken in zijn portefeuille. Hierdoor had hij een belangrijke rol voor Saba in de onderhandelingen die leidden tot de staatkundige hervormingen van oktober 2010. Als gedeputeerde van Economisch zaken en Energie was hij verantwoordelijk voor de oprichting van Saba Electric Company.
In juni 2016 verliet hij de politiek, toen hij Gert Versluis opvolgde als vertegenwoordiger van Nederland in Philipsburg, waarvoor hij met zijn gezin naar Sint Maarten verhuisde. Deze functie is verbonden aan het Nederlandse ministerie van Binnenlandse Zaken en Koninkrijksrelaties.
In juni 2024 keerde Johnson terug naar Saba.